# Fehér (családnév)
A Fehér családnév az egyéni tulajdonságokra utaló családnevek csoportjába tartozik, a külső, testi, fizikai tulajdonságok közé, azon belül a megjelenés egészére vagy valamely részére utaló nevek halmazába. Ide sorolják például a Fekete, Mocskos, Szőrös neveket is.
A fejér, fehér melléknév valószínűleg ősi finnugor eredetű lehet. Jelentése az átlagosnál világosabb színű volt. Az Árpád-korban és már előtte is több személynév keletkezett belőle, egyrészt a világosabb bőr, haj, ruhaviselet miatt. Valamint a fehér szín a tisztaságot is jelképezte, így születéskor predesztinációs, azaz kívánságnév volt. Felnőttkorban lehetett megtisztelő ragadványnév vagy külső-belső tulajdonságra utaló név is.
A Fehér vezetéknév 2014-ben a 23. leggyakoribb magyar családnév volt.
Ehhez hasonló jelentésű külföldi családnév: White (angol).

## Nevezetes személyek
- Fehér Anna színművész
- Fehér Miklós labdarúgó
- Fehér Csaba válogatott labdarúgó
- Fehér Dániel erdőmérnök, botanikus
- Fehér Gábor író, költő
- Fehér Lajos agrárpolitikus, újságíró

„Családnévrokon”:
- Randy White labdarúgó
- Terri White énekes